# The Boy Kumasenu
The Boy Kumasenu es un largometraje de 1952 realizado en Ghana por un equipo de filmación británico. Fue producido y dirigido por Sean Graham a partir de un guion de Graham y John Wyllie. La partitura fue de Elisabeth Lutyens. Se hizo popular y tuvo impacto en la vida social. Mostró signos de potenciales futuros que hicieron que se asociara con el anticolonialismo y el cambio social en la recién emergente independencia de Ghana.

## Producción
The Boy Kumasenu fue el primer largometraje realizado por Gold Coast Film Unit, que buscaba producir películas educativas e informativas para su distribución en Ghana y en el extranjero. El director fue Sean Graham, quien fue alumno del documentalista John Grierson, aunque Graham prefirió trabajar más en los modismos del cine popular. El músico Guy Warren fue uno de los actores, interpretando a Yeboah.
Fue filmada en 1950 y 1951 en Acra, Kedze y Keta, con un elenco no profesional, y editada en Londres. Se estrenó en Ghana en 1952, pero los creadores tuvieron problemas para distribuirla en el país, debido a la creencia sobre el gusto en cine de los africanos. Sin embargo, resultó muy popular entre el público.
Se distribuyó ampliamente en Reino Unido y Ghana.

## Recepción
Recibió un diploma del Festival Internacional de Cine de Venecia y tuvo su estreno británico en el Festival de Cine de Edimburgo 1952; también se mostró en el Festival de Cine de Berlín 1953.
Variety la elogió como "una película increíblemente bien hecha". West African Review consideró que dramatizaba una cuestión importante a la que se enfrentaba África y demostraba la capacidad de los dirigentes africanos para resolver los problemas. Monthly Film Bulletin estaba menos impresionado, encontrándola "vaga y sentimental" aunque la elogió como un punto de partida para el cine africano.

### Otras lecturas
- Bloom, Peter; Kate Skinner (2009–2010). «Modernity and Danger: The Boy Kumasenu and the Work of the Gold Coast Film Unit». Ghana Studies. 12-13: 121-153. doi:10.1353/ghs.2009.0006.